# Saint-Chaffrey
Saint-Chaffrey (okzitanisch Sant Chafrei) ist eine französische Gemeinde im Département Hautes-Alpes in der Region Provence-Alpes-Côte d’Azur. Sie gehört zum Arrondissement Briançon und zum Kanton Briançon-1.

## Geographie
Das Dorf liegt auf 1365 m im Tal des Flusses Guisane. Der Col de Granon ist ein 2413 m hoher Pass bei Saint-Chaffrey.
Die angrenzenden Gemeinden sind:
- Val-des-Prés im Nordosten,
- Briançon und Puy-Saint-Pierre im Südosten,
- Puy-Saint-André im Südwesten,
- La Salle-les-Alpes im Nordwesten.

## Bevölkerungsentwicklung
| Jahr      | 1962 | 1968 | 1975 | 1982 | 1990 | 1999 | 2008 | 2012 |
| --------- | ---- | ---- | ---- | ---- | ---- | ---- | ---- | ---- |
| Einwohner | 844  | 831  | 947  | 1287 | 1424 | 1569 | 1662 | 1663 |

## Sehenswürdigkeiten
- Haus mit Sonnenuhr von Zarbula, Monument historique
- Kirche Saint-Arnould, Monument historique
- Kirche Saint-Chaffrey, Monument historique
- Pierre aux Œufs, ein Schalenstein mit 13 Schälchen

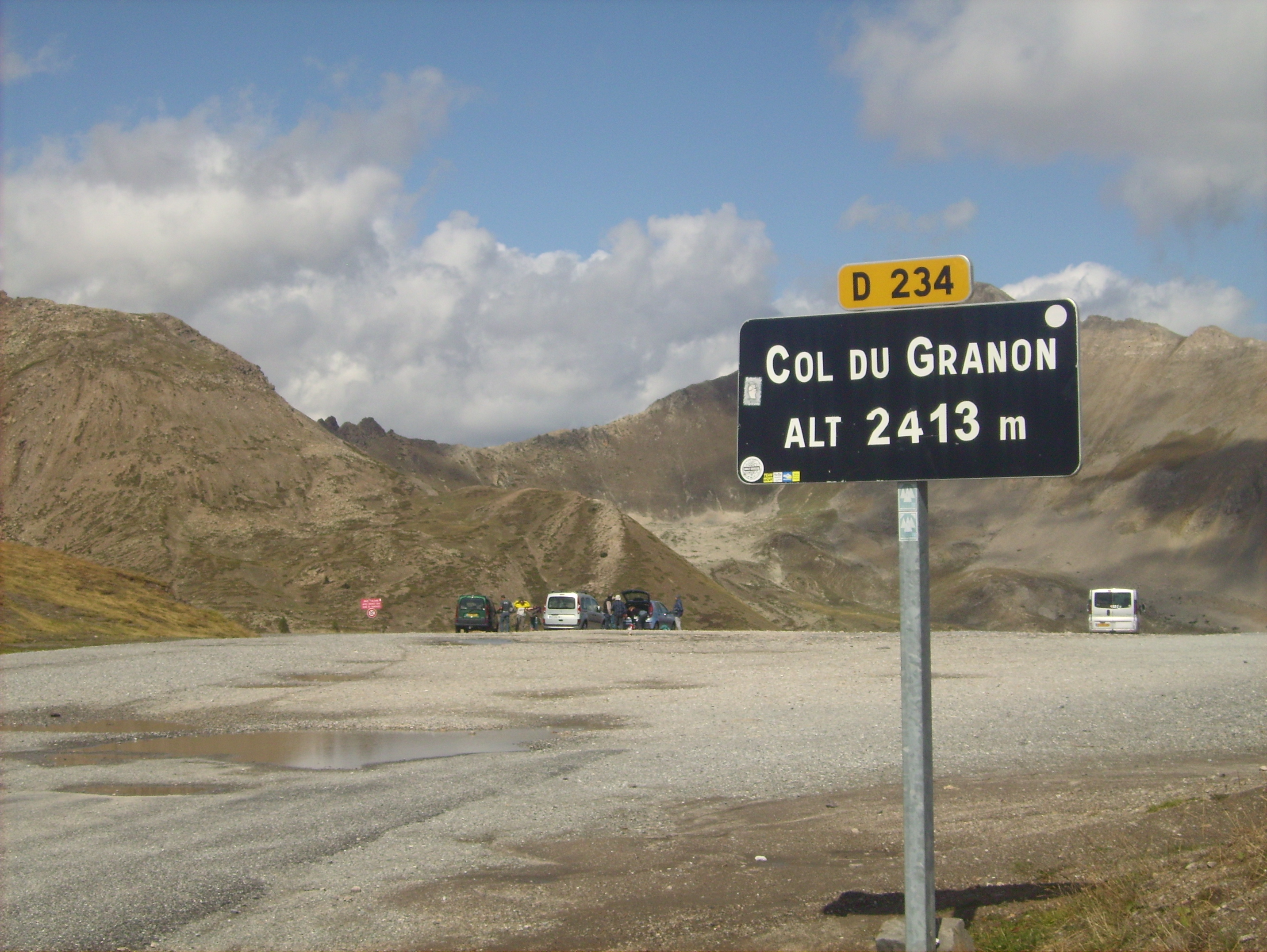
Col du Granon
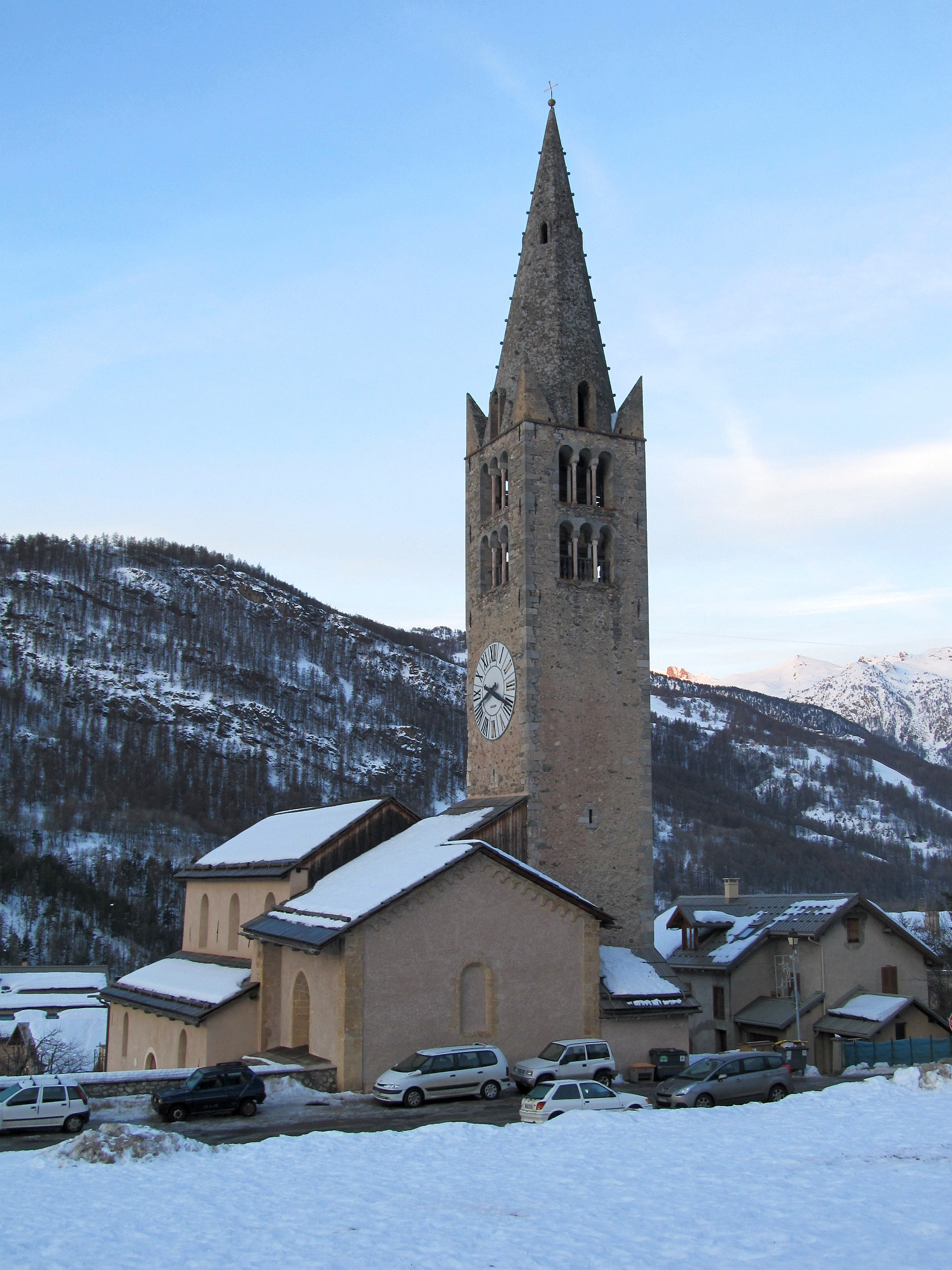
Kirche Saint-Chaffrey